# Берн (река)
Берн (англ. Burn) — река в Дартмуре, графство Девон, Юго-Западная Англия. Длина реки 8 км.
Исток находится около деревни Лайдфорд. Течёт в южном направлении параллельно автодороге A386. Впадает в реку Тави около города Тависток.